# Бженчковиці (Опольське воєводство)
Бженчковиці (пол. Brzęczkowice, нім. Springsdorf) — село в Польщі, у гміні Немодлін Опольського повіту Опольського воєводства.
Населення — 68 осіб (2011).

## Демографія
Демографічна структура станом на 31 березня 2011 року:
|          | Загалом | Допрацездатний вік | Працездатний вік | Постпрацездатний вік |
| -------- | ------- | ------------------ | ---------------- | -------------------- |
| Чоловіки | 43      | 8                  | 30               | 5                    |
| Жінки    | 25      | 2                  | 14               | 9                    |
| Разом    | 68      | 10                 | 44               | 14                   |